# Huelga Ferroviaria de Tolosa de 1896

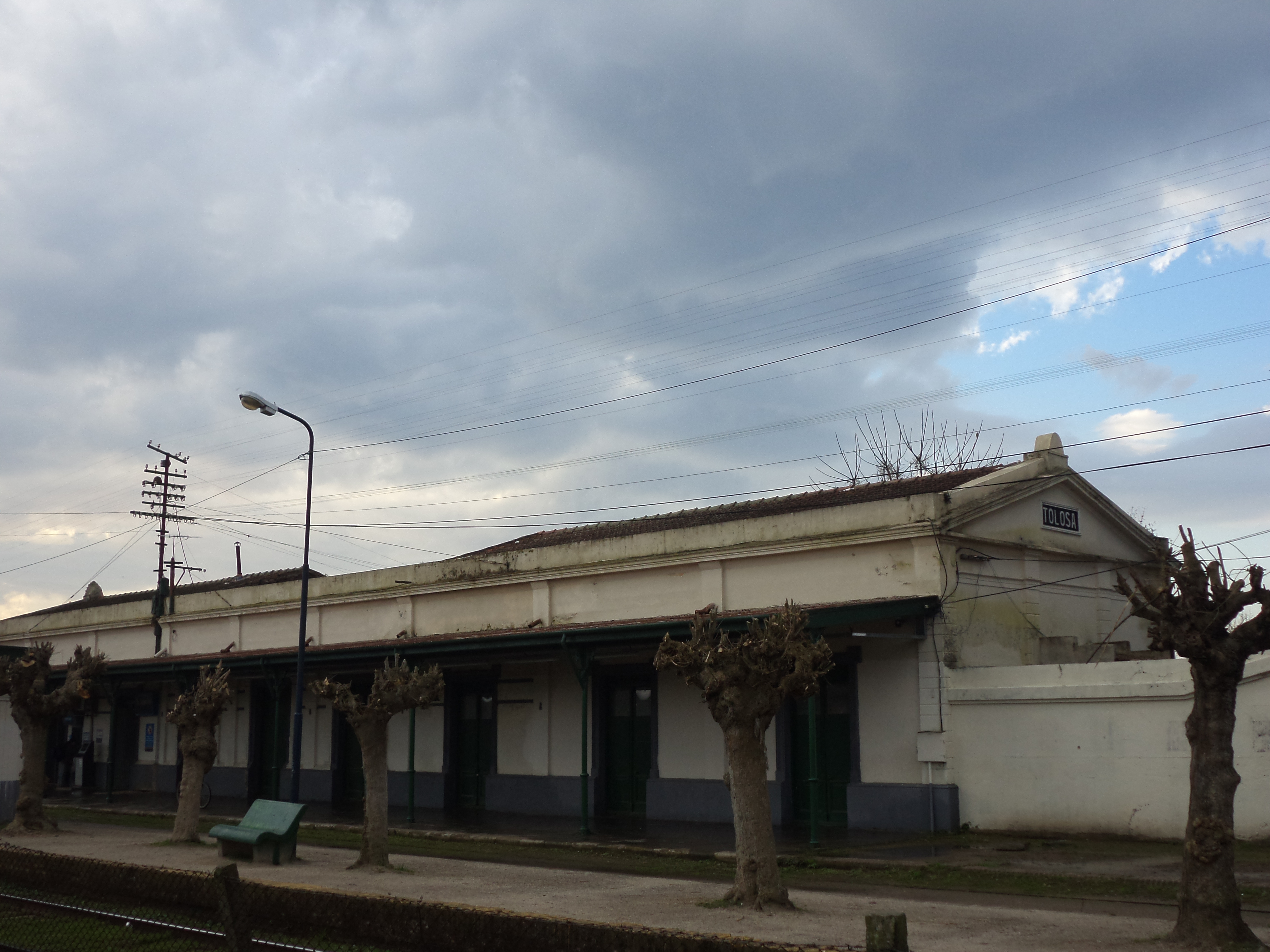
Estación Ferroviaria de Tolosa

La Huelga ferroviaria de Tolosa de 1896 da comienzo a la llamada “Huelga Grande” o “Huelga Monstruo”, es decir a una huelga de carácter general, que se produce entre los meses de agosto y noviembre del año 1896, ya que esta huelga se inicia en los talleres ferroviarios de distintas regiones y provincias pero también se expande a otras actividades de la producción.
Los principales reclamos de los obreros ferroviarios de Tolosa consistían en la reducción de la jornada laboral a 8 horas de trabajo con el mismo salario que recibían al trabajar 10 horas, la eliminación del trabajo por pieza, la suspensión del trabajo los días domingos, y el pago doble por horas extraordinarias. 
Sin existir un sindicato ferroviario a nivel nacional, el conflicto logró extenderse por más de 3 meses a varias provincias -entre ellas Buenos Aires, Santa Fe y Córdoba-. Y si bien los diferentes talleres y gremios, no solo ferrocarrileros sino como ya dijimos de distintas actividades productivas eran muy diferentes entre sí, ya que cada uno tenía diferentes demandas y problemas y no todos poseían una tradición huelguista, sin embargo todos tenían como fin el mismo reclamo: la reducción de la jornada laboral, generalmente a 8 horas y la abolición del trabajo a destajo.
Esta huelga general enfrenta a uno de los capitales extranjeros claves del modelo agroexportador: las empresas ferroviarias inglesas instaladas en el país, que contaban con el respaldo de los gobiernos nacionales.

## Contextualización
La Huelga ferroviaria de Tolosa de 1896 se inscribe en un contexto de la expansión capitalista, la cual traía aparejada diversas tensiones socioeconómicas muy fuertes.
Tras la primera gran crisis capitalista internacional, iniciada en 1873, dio comienzo un periodo de mayor simbiosis entre las economías “desarrolladas” y “subdesarrolladas”, acompañado por grandes migraciones desde diversas partes de Europa hacia el continente americano; más o menos constante hasta la Primera Guerra Mundial. A mediados de la década de 1890, la inmigración había alcanzado en Argentina uno de los puntos más altos de la historia. Privados del acceso a la tierra, la mayoría de los recién llegados debía resignarse a un empleo en el abigarrado conjunto de talleres y fábricas de distinta envergadura, dedicados fundamentalmente a la producción y reparación de bienes de consumo o la provisión de diversos servicios requeridos por la población, constantemente en aumento. Las experiencias de los trabajadores fueron de lo más variadas; no obstante, existían fluidos vínculos entre los distintos grupos, en general potenciados por la represión a la que eran sometidos por los gobiernos oligárquicos, o por la inestabilidad laboral de la época.
En el marco de una industrialización elemental, sumada a esa expansión demográfica estimulada por la inmigración; la situación de la explotación y marginación era un caldo de cultivo para el desarrollo de una experiencia y una acción colectiva de los trabajadores. Se sumaban a esto algunas de las ideas que muchos de ellos traían consigo desde el Viejo Continente, (fundamentalmente anarquistas y socialistas),  que formaba un marco de pensamiento a través del cual canalizar su descontento. Finalmente, la experiencia compartida se afianzaría en un proceso de agitación huelguista que, desde 1878, no dejaría de crecer. Alcanzaría un récord histórico en 1896, con esta primera huelga sectorial general de Argentina.

## Inicio de la huelga y expansión del conflicto
El desencadenante del conflicto tuvo lugar el día 8 de agosto, cuando una comisión obrera de los talleres de Tolosa presentó ante la gerencia del Ferrocarril del Oeste sus demandas. Los delegados que se presentaron a la patronal, Mansera Herrero y Echevarria, eran los principales dirigentes de la “Sociedad de Mejoramiento de los Obreros de Tolosa”, donde se reunían los activistas de los talleres de esa localidad, que contaba con su propio local ubicado en la calle 1 entre 35 y 36 y estaba muy relacionada con el Partido Socialista. La patronal rechaza las demandas realizadas por los trabajadores, y como consecuencia de este rechazo, el día 9 los obreros se reúnen en asamblea en su local, y deciden declararse en huelga a partir del día siguiente.
Por lo tanto, el 10 de agosto de 1896, día en que comenzó la huelga, “(t)odos los obreros, sin quedar uno solo, abandonaron el trabajo”. Sumaban 740 trabajadores, que además contaban con buenos recursos y firmeza:
Los huelguistas no volverán al trabajo hasta tanto la empresa no acceda a sus exigencias y cuentan con capital suficiente para sostenerse dos meses sin necesidad de trabajar, contando no solo con recursos propios sino también en caso necesario con los que le han ofrecido diversas sociedades obreras de la capital federal (El Mercurio, 11 de agosto de 1896).

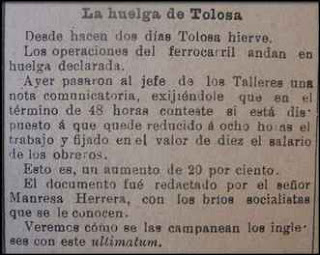
Diario El Mercurio - 8 de agosto de 1896

Los trabajadores sabían que para mantenerse en huelga y que esta logre éxito necesitaban una acción conjunta y por eso se solicita la solidaridad de los compañeros de todos los talleres ferroviarios de la República, a través de la formación de comisiones que se encargaron de dirigirse a los talleres de diferentes regiones como los talleres Solá en el Barrio Barracas, los talleres de Caballito y los existentes en Rosario, y repartir manifiestos que los invitaban a participar en la huelga. Se consideraba necesaria la extensión de la huelga para evitar que se deriven reparaciones a otros talleres o se envíen obreros rompehuelgas. Ese mismo día se unen a la huelga los ajustadores del taller del Ferrocarril Oeste. 
Para el 12 de agosto comienza el contagio de la huelga, ya que los obreros de estos talleres se solidarizan con sus compañeros de Tolosa y adhieren a la huelga. Al poco tiempo, la medida se fortalece y se expande día a día como a los talleres de los Ferrocarriles Sur, Oeste, Buenos Aires, Ensenada, Rosario, Córdoba, etc. Este movimiento huelguístico se produjo sin tener una organización nacional que nucleara sus fuerzas, y las escasas organizaciones sindicales existentes comenzaron a relacionarse, buscando darle dirección y unificación al reclamo ante el conflicto, llegando a formar un Comité Mixto integrado por huelguistas de los diferentes talleres.  El 22 de agosto un importante despliegue policial no amedrenta a los huelguistas, que se encuentran cada vez más fortalecidos por la extensión de la protesta a lo ancho y largo del país. Otros sectores de trabajadores vinculados al ferrocarril, como las cuadrillas de mantenimiento, enganchadores, cambistas y peones de la estación, se pliegan con sus propias reivindicaciones. Con el fondo de huelga se asegura el alimento necesario para sostener la adhesión de las bases.
Las empresas piden ayuda al Estado, ya que la huelga ponía en peligro el circuito de la producción y comercialización. Con el transcurso de los días la agitación no se limitó a los trabajadores calificados de los oficios técnicos y mecánicos sino que se extendió a otros gremios, poniendo de manifiesto un “efecto contagio”. Cada gremio y taller se reunía en asambleas donde redactaban los petitorios con sus demandas y organizaban comisiones de delegados para conectarse con todos los sectores.

## Divisiones y ofensiva patronal
Para el 5 de septiembre, los huelguistas siguen firmes en sus demandas, más allá de que el gremio de maquinistas y foguistas, que se había lanzado al paro, levantó la medida por haber conseguido sus objetivos: reducción de la jornada, pago mayor por horas extras y aumento de salarios. Los patrones apostaban con esta división a doblegar a los obreros de paro. Mientras tanto, se producían sabotajes en distintos puntos de la red ferroviaria. “Sin novedad. Los obreros siguen de paseante en corte y los talleres en pleno silencio” (El Mercurio, 24 de septiembre de 1896), era aún la situación pasando mediados de septiembre. 
Ante la intransigencia obrera, la gerencia comienza una campaña de contratación de rompehuelgas. Forzosamente serán extranjeros, ya que es difícil conseguirlos en el país por la adhesión que logra la medida y también por los disturbios que se provocan en Junín y Campana. Los ferroviarios no eran los únicos trabajadores en conflicto en la región, ya que por distintas reivindicaciones otros gremios efectuaban protestas aunque no de tanta magnitud: telefónicos, barrenderos, dependientes de almacén y empleados del correo. La represión estuvo presente en toda la huelga.

## Represión y desgaste
A principios de octubre la policía irrumpe en una reunión de obreros del ferrocarril en Tolosa, deteniendo a varios y buscando provocar, al parecer, respuestas violentas por parte de los huelguistas. Recién el 19 de octubre se produce el primer hecho violento registrado en la zona, cuando algunos obreros deciden volver a los talleres:
Los recalcitrantes que creen que la ociosidad que se deparan debe eternizarse, en conocimiento del hecho se prepararon a estorbar aquél propósito, resultando un choque que costó a un contramaestre de la herrería de los mencionados talleres, una herida en el cráneo, hazaña que hace doblemente vituperable la conducta de los huelguistas, pues la víctima es un anciano. La policía asumió desde aquél momento la actitud que le correspondía, reduciendo a prisión a una treintena de los perturbadores del orden (El Mercurio, 20 de octubre de 1896).
El movimiento ascendente de la movilización obrera se mantuvo durante todo el mes de agosto y en los primeros días de septiembre pero, sin embargo, hacia mediados de ese mes el punto más alto de la conflictividad había pasado, ya que varios gremios se retiraron de la huelga y volvieron a trabajar, y además ya casi no se sumaban al conflicto nuevos trabajadores. Este debilitamiento que se produjo en la segunda mitad de septiembre se debe a la represión realizada por el gobierno y también a la imposibilidad material de continuar con la huelga, ya que los trabajadores en sus hogares vivían una situación muy difícil. Además de la represión, los empresarios se encargaban de armar listas con los nombres de los trabajadores que se consideraban como los “cabecillas” e impulsores de la movilización en sus respectivos talleres, para asegurar de que ninguna otra empresa los contratara.
Los obreros que continuaron con la huelga eran los pertenecientes a los talleres mecánicos y ferroviarios, que habían dado inicio al conflicto y se mantendrían en esa posición por más de un mes. Luego de más de 2 meses de huelga, se comienzan a notar signos de desgaste y división. De todas maneras, el paro se sostiene en Tolosa hasta el 10 de noviembre, cuando se levanta sin haber podido conseguirse ninguna de las demandas que la motivaron. La prensa local, convertida en uno de los actores del conflicto, registra además los movimientos persecutorios patronales, que venían siendo ya pregonados por la Unión Industrial Argentina en vista de la creciente conflictividad laboral que se iba produciendo en todo el país:
Ayer empuñaron sus herramientas cuatrocientos cincuenta obreros y si el número no fue mayor es porque los cabecillas y exaltados fueron rechazados, quedándoles cerradas las puertas de los talleres de todas las empresas de ferrocarril, que han hecho causa común para precaver la repetición de estos trastornos (El Mercurio, 11 de noviembre de 1896).
Los trabajadores de los talleres de Solá son los únicos que mantienen la resistencia hasta el final, pero la llegada de 500 obreros italianos debilitó su resistencia ya que amenazaban su puesto de trabajo.
Pocos días más tarde, el gerente del ferrocarril del Sud anunciaba que:
El día lunes “tocaría el pito normalmente” para que los trabajadores que quieran presentarse normalmente con el viejo horario lo hagan (LP, 12/1896).

## Consecuencias de la huelga
Si bien la huelga concluyó en una derrota, en lo inmediato tuvo un importante impacto en ola de huelgas que se desató en la capital del país en la segunda mitad del año 1896, siendo la mayor de todo el fin de siglo. Cobró por momentos también rasgos de 'huelga general' ya que arrastró tras de sí a sindicatos de otros oficios e incluso a zonas enteras como el barrio de Barracas. Sin embargo a nivel local la huelga transcurrió con un ritmo propio, y por ello puede aparecer abriendo y cerrando un ciclo mayor de protestas obreras.
Aunque no fue la primera huelga que llevaron adelante, quedó como un hito de lucha fundante para la tradición de los trabajadores ferroviarios durante décadas, siendo además la Seccional Tolosa la que desata la gran huelga ferroviaria durante fines de 1950 y principios de 1951, contra las medidas del gobierno de Juan Domingo Perón. 
Suele vincularse también a la envergadura de la lucha, el posterior traslado de los talleres ferroviarios a Liniers, lo que redundó en el vaciamiento y abandono de estos enormes y equipados talleres en 1905. Quizás deba ponderarse también el fracaso del proyecto portuario platense frente a la hegemonía del puerto de Buenos Aires.
Pero además, la huelga tuvo un papel fundamental en el proceso de conformación de la conciencia de clase de los trabajadores de la ciudad, y hasta cierto punto del país. La huelga de 1896 concluyó un proceso iniciado en 1884-1895, a través del cual los trabajadores de diferentes oficios comenzaron a consolidar sus lazos comunes y su identidad como “trabajadores”. La huelga perjudicó a un sector poderoso de la burguesía nacional que profundizaba su política anti obrera, reclamando la intervención represiva del Estado, y trayendo de Europa una gran cantidad de trabajadores para reemplazar a los huelguistas. También redactaban proyectos de leyes que promovían la expulsión de los “cabecillas extranjeros”. Estos proyectos, desembocaron pocos años después en la sanción de la Ley de Residencia.